# Альпензія (центр лижних перегонів і біатлону)
Центр лижних гонок «Альпензія» (알펜시아 크로스컨트리 센터) і Біатлонний центр «Альпензія» (알펜시아 바이애슬론 센터) — спортивні споруди на курорті Альпензія, розташованому на території поселення Деквальйон-мьон, окрузі Пхьончхан, провінції Канвондо (Південна Корея). Їх використовують для змагань з лижних перегонів і біатлону відповідно. До них також прилягає Парк для стрибків з трампліну «Альпензія».
Влітку ці спортивні споруди використовують як поле для гольфу під назвою Альпензія 700.
Місткість Центру лижних гонок і біатлону «Альпензія» становить 7500 місць (4500 сидячих / 3000 стоячих).

## Історія
Будівництво споруд завершилося в грудні 1995 року. Вони називалися Споруди з зимових видів спорту провінції Канвондо. Тут відбулися змагання з лижних перегонів і біатлону під час зимових Азійських ігор 1999.
Після створення курорту Альпензія відбулась певна реконструкція споруд. Під час Спеціальних Олімпійських світових зимових ігор 2013 споруда для лижних перегонів прийняла змагання з них, тоді як біатлонна споруді прийняла змагання з бігу на снігоступах. Під час зимових Олімпійських ігор 2018 споруди приймають змагання з лижних перегонів, біатлону і лижного двоборства. Теперішню назву їм дали перед нинішніми Іграми.

## примітки
1. ↑  Alpensia Biathlon Centre: PyeongChang 2018 Venue. Архів оригіналу за 2 квітня 2018. Процитовано 10 лютого 2018. [Архівовано 2018-04-02 у Wayback Machine.]
2. ↑  한국스키 70년사 (70 Years' History of Korean Ski) (Korean) . Korea Ski Association. 30 грудня 1999. с. 167.